# Amargosa (Texas)
Pour les articles homonymes, voir Amargosa.
Amargosa est une census-designated place située dans le comté de Jim Wells, dans l’État du Texas, aux États-Unis. Sa population s’élevait à 291 habitants lors du recensement de 2010.